# المنصوري (الفلاحية)
قرية المنصوري (بالفارسية: روستای منصورى) هي إحدى القری التابعة لريف سالمي في قسم خنافره من مقاطعة الفلاحية، في محافظة محافظة خوزستان الإيرانية.

## السكان
- حسب إحصاءات سنة 2006، بلغ إجمالي السكان في هذه القرية 536 نسمة موزعين على 104 مسكن.[1]

## وصلات خارجية
- محافظة خوزستان